# Alvin Etler
Alvin Etler est un hautboïste, pédagogue et compositeur américain né le 19 février 1913 à Battle Creek (Iowa) et mort le 13 juin 1973 à Northampton (Massachusetts).

## Biographie
Alvin Derald Etler naît le 19 février 1913 à Battle Creek (Iowa).
Il étudie à l'Université de l'Illinois puis travaille la composition avec Arthur Shepherd à l'Université Case Western Reserve de Cleveland entre 1931 et 1936.
En 1938, il entre comme hautboïste à l'Orchestre symphonique d'Indianapolis. Il se produit en tournée avec le North American Wind Quintet, notamment en Amérique latine, comme hautboïste et compositeur, en 1940. À cette époque, il est lauréat de deux bourses Guggenheim, en 1940 et 1941, et compose deux symphoniettas, à la demande de Fritz Reiner, pour l'Orchestre symphonique de Pittsburgh. Sa réputation de compositeur grandissant, il abandonne sa carrière de hautboïste pour se consacrer à la composition et à l'enseignement.
Alvin Etler se perfectionne en composition avec Paul Hindemith entre 1942 et 1944 à l'Université Yale, où il est également professeur d'instruments à vent et chef de l'orchestre de l'université entre 1942 et 1946. Comme pédagogue, il est ensuite professeur à l'Université Cornell, en 1946 et 1947, puis à l'Université de l'Illinois, entre 1947 et 1949, avant d'être nommé professeur en 1949 au Smith College, à Northampton, où il enseigne jusqu'à sa retraite,.
En 1963, Etler reçoit de nouveau une bourse Guggenheim,.
Il est l'auteur de Making Music : an Introduction to Theory (New York, 1974).
Comme compositeur, « sa musique est marquée par une raideur de conception toute majestueuse ».
Alvin Etler meurt le 13 juin 1973 à Northampton (Massachusetts),.

## Œuvres
Parmi ses œuvres, figurent :

### Musique pour orchestre
- Music pour orchestre de chambre (1938) ;
- 2 sinfoniettas (1940, 1941) ;
- Passacaille et Fugue pour orchestre (1947) ;
- Concerto pour quatuor à cordes et orchestre à cordes (1948) ;
- Symphonie (1951) ;
- Dramatic Overture (1956) ;
- Concerto pour orchestre (1957) ;
- Elegy pour petit orchestre (1959) ;
- Concerto pour quintette à vent et orchestre (1960 ; création à Tokyo le 18 octobre 1962) ;
- Concerto pour clarinette et ensemble de chambre de 3 trompettes, 3 trombones, 2 contrebasses et 3 percussionnistes (1962 ; création à New York le 20 décembre 1965) ;
- Concerto pour quintette de cuivres, orchestre à cordes et percussion (1967) ;
- Concerto pour quatuor à cordes et orchestre (1968 ; création à Milwaukee le 13 juin 1968) ;
- Convivialities pour orchestre (1968) ;
- Concerto pour violoncelle avec ensemble de chambre (création à New York le 2 mars 1971).

### Musique de chambre
- Suite pour hautbois, violon, alto et violoncelle (1936) ;
- Sonate pour hautbois, clarinette et alto (1942) ;
- Sonate pour basson et piano (1951) ;
- 2 sonates pour clarinettes et piano (1952, 1969) ;
- Sonate pour hautbois et piano (1952) ;
- 2 quintettes à vent (1955, 1957) ;
- Sonate pour violoncelle et piano (1956) ;
- Concerto pour violon et quintette à vent (1958) ;
- Sonate pour alto et clavecin (1959) ;
- 2 quatuors à cordes (1963, 1965) ;
- Quintette de cuivres (1963) ;
- Sonic Sequence pour quintette de cuivres (1967) ;
- Onomatopoësis pour chœur d'hommes, bois cuivres et percussion (1965).